# Lista de membros da Royal Society eleitos em 1716
Esta é uma lista de Membros da Royal Society eleitos em 1716.

## Fellows
- Claudius Amyand (m. 1740)
- Thomas Cartwright (1671 - 1748)
- Johann Adolph, Baron von Diescau (m. 1767)
- Joseph Hodges (ca. 1704 - 1722)
- Marques de Monte Leone (fl. 1716 - 1718)
- Henry Nicholson (ca. 1681 - 1733)
- Giovanni Giuseppe, Marquis Orsi (1652 - 1733)
- Robert Paul (ca. 1697 - 1762)
- Anton Maria Salvini (1653 - ? 1729)
- William Simon (fl. 1716 - 1722)
- Otto Christoph Volckra (m. 1734)
- John Churchill Wickstead (m. 1774)